# Dérive (aileron de surf)
Pour les articles homonymes, voir Dérive.
 (mars 2017).
Si vous disposez d'ouvrages ou d'articles de référence ou si vous connaissez des sites web de qualité traitant du thème abordé ici, merci de compléter l'article en donnant les références utiles à sa vérifiabilité et en les liant à la section « Notes et références ».

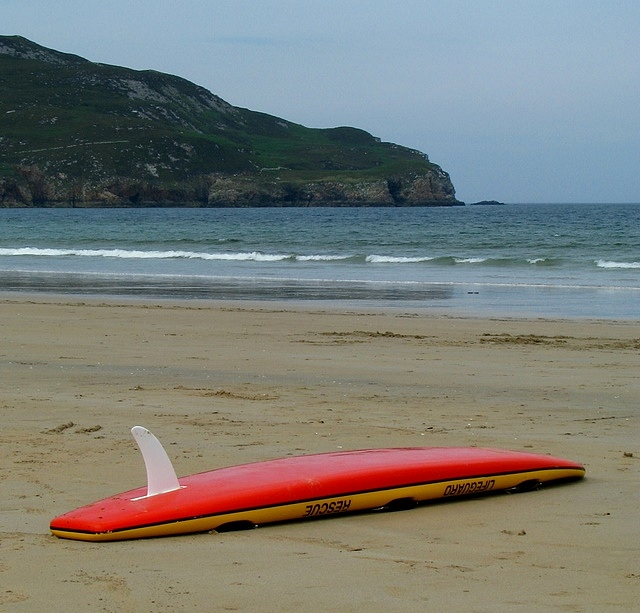
Dérive d'une planche de surf

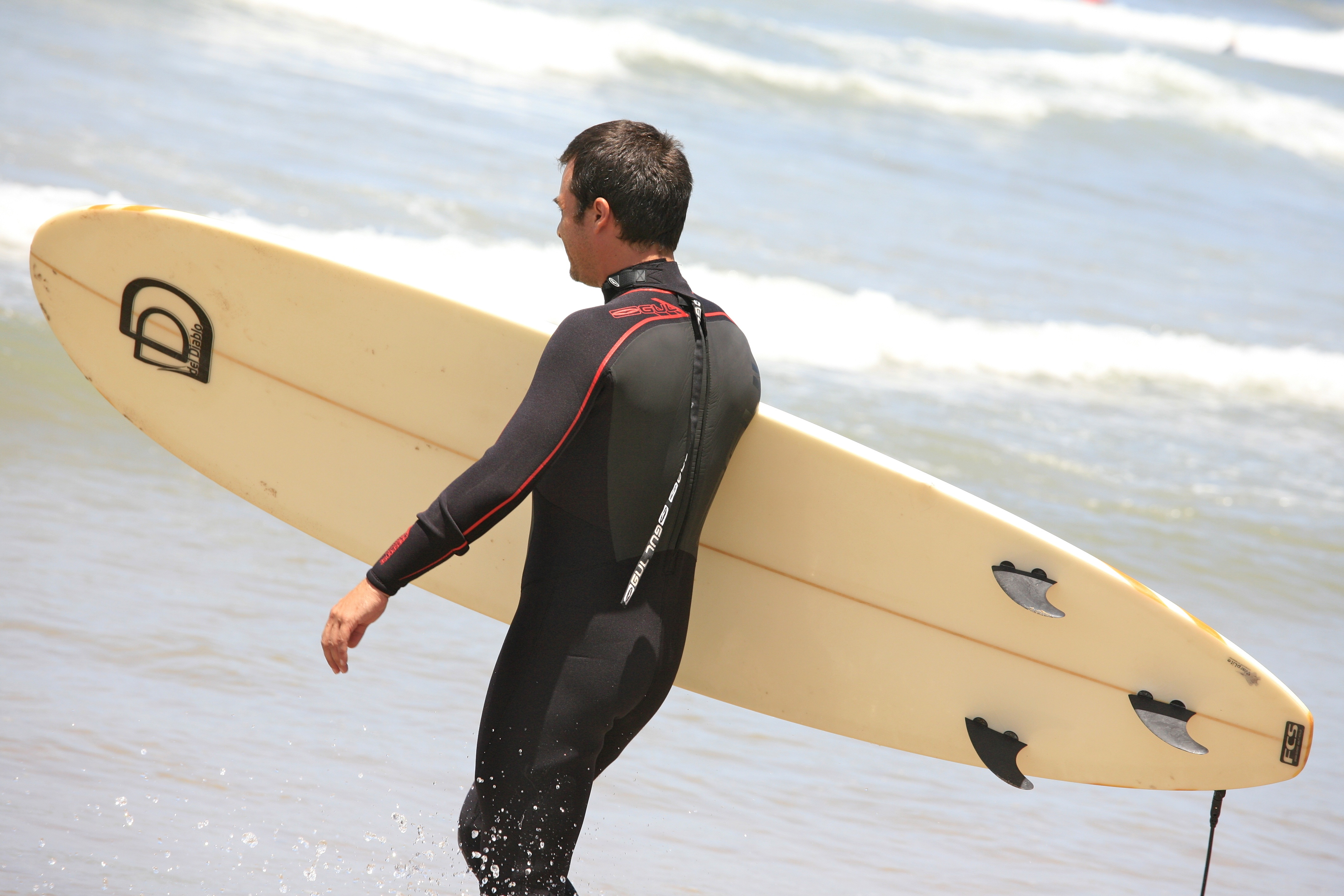
Triple dérive

La dérive (ou les dérives) en surf, appelée également aileron, est située sous la planche. Elles permettent d'assurer le drive (stabilité directionnelle) de la planche, elles peuvent également être un facteur de stabilité. Selon leurs formes, leurs tailles ou leurs matériaux, elles peuvent influencer le comportement de la planche.

## Description
Les dérives constituent en elles-mêmes un pan entier de la science des planches de surf.
Au nombre de 1 à 5, de 6 cm de haut à 30 cm de long, un grand nombre de formes ont été expérimentées.
Sous la partie arrière de la planche, elles apportent stabilité et contrôle.
Le plus souvent, les petites planches possèdent 3 dérives et sont montées en thruster, les grandes planches quant à elles sont en général des singles (une seule dérive).
Le single est le montage de base, une seule dérive dans un boitier. Sur des petites ou des grandes planches, le single offre peu de résistance à l'avancement mais aussi peu d'accroche en courbe, ce qui limite son utilisation aux yeux des surfeurs radicaux.
Les planches à deux dérives, les twins et keels étaient très répandues avant qu'en 1980 Simon Anderson (en) ne mette au point le « thruster » (figure particulière du tri-fin où les trois dérives sont de tailles identiques).
Aujourd'hui, le retour de shapes "retros" redonnent vie aux twins et aux keels.
À trois dérives, on trouve tous les tri-fins, du bonzer 3 (une centrale "normale" et deux latérales longues et basses) au thruster (trois identiques).
Quatre dérives, ce sont les quatros et twinzers, mariage (de raison ?) entre les twins pour la maniabilité et les thrusters en termes d'efficacité.
Les bonzer 5, et peut-être d'autres planches, utilisent cinq dérives.
Selon leurs nombres, dimensions, formes et emplacements, les dérives remplissent leur rôle de façon différente. Changer les paramètres des dérives sur une planche peut transformer son comportement à l'eau de façon importante. C'est la raison pour laquelle certains optent pour des systèmes de dérives interchangeables.

## Les règles
- Plus l'arrière de la planche est large plus les ailerons devront avoir de la hauteur, de façon à augmenter le contrôle et la stabilité.
- Plus il y a de dérives, plus leur taille peut être réduite, sur une planche configurée en Single la dérive doit être assez haute, on remarque que les dérives de quattro (quatre ailerons) sont généralement assez petites.
- Plus les dérives sont placés proches du rail, plus elles accrocheront.

### La Base
C'est la partie de la dérive qui est en contact avec la planche, sa distance correspond à celle entre le bord d'attaque et le bord de fuite.

### La hauteur
La hauteur est la distance entre la base de dérive et la tête de dérive.

### L'inclinaison (rake)
L'inclinaison de la dérive est définie par la position de l'extrémité de la dérive par rapport à sa base. Plus cette inclinaison est prononcée vers l'arrière, plus le gain en drive (stabilité directionnelle) est important. Plus le rake est faible (proche de la verticale), plus la planche gagne en maniabilité mais au détriment du drive.

### La surface
La surface varie en fonction de la hauteur et de la base. Plus la hauteur et la base seront importantes et plus la surface sera grande.
Ce qui a pour effet d'augmenter le contrôle, ainsi que l'accélération, mais diminue la maniabilité.
Il faut donc trouver des compromis :
- Exemple :
- sur une petite planche on va pouvoir installer des dérives avec une grande surface, car même si celle-ci sera moins maniable, on compensera par la petite taille de la planche.
- Paradoxalement sur les guns on pourrait supposer qu'il faille mettre des grandes dérives afin d'optimiser le stabilité, et bien non, on peut mettre des dérives avec une petite surface, car on peut compenser l'accroche grâce au pin tail.

### La cambrure
Pour la dérive centrale, symétrique, la cambrure du profil est généralement nulle pour que l'aileron fonctionne de manière identique dans les virages gauches et droites,  mais pour les dérives latérales la formation d'un extrados permet une augmentation de portance et donc d'accroche dans les virages.
La cambrure des profils  implique que les paires d'ailerons latéraux doivent être inversés pour fonctionner dans les deux directions de virages gauches et droites. Ces ailerons en oppositions génèrent des augmentations de traînée dans les lignes droites et nécessitent une inclinaison importante pour sortir l'aileron antagoniste dans les virages radicaux.
Les nouvelles générations d'ailerons à cambrure variable adaptent leur cambrure au virage, ce qui permet à tous les ailerons (central, droite et gauche) de présenter un extrados et une accroche optimale dans les virages, et d'effacer cette cambrure dans les lignes droites.

### L'incidence (angle d'attaque)
L'accroche de la dérive est générée par sa portance. La portance des profils hydrodynamique varie suivant l'angle avec lequel le fluide arrive sur le bord d'attaque. Le meilleur angle d'incidence est variable suivant la phase de vague et le mouvement souhaité par le surfeur.
En ligne droite, sans recherche d'accroche, l'angle optimal est nul car c'est celui qui fournit le moins de traînée. Mais en phase d'accroche sur la verticalité de la paroi de vague, un léger angle fournissant le rapport portance/traînée optimal est souhaité. Dans les virages radicaux, un angle trop important génère le décrochage hydrodynamique (spin out). C'est pour diminuer l'angle apparent que les ailerons latéraux ont un calage qui diminue l'angle d'incidence dans les virages pour repousser le moment du décrochage et garder de la prise le plus longtemps possible. Le désavantage est que ces angles de calages, opposés suivant le côté (droite ou gauche), génèrent de la traînée en ligne droite.
La solution globale à ces problèmes d'adaptation optimale et permanentes des angles d'incidences réside dans la géométrie variable

### Types d'ailerons[2]
Aileron rigide : Aileron dont la structure et la matière empêche la déformation. Tom Blake (en) intègre l'aileron au surf en 1934 : c'est alors un aileron très court, fixe et rigide. Dans les années qui suivent, la forme de l'aileron évolue en s'agrandissant en hauteur pour augmenter la surface. Entre 1934 et 1965 tous les ailerons sont rigides.
Aileron flexible : Aileron dont la structure et la matière permettent la flexion. Avec l'évolution des matériaux, notamment la fibre de verre et le polyester dans les années 1970, la matière des ailerons devient plus souple et flexible. George Greenough (en) développe des ailerons dont la longueur et la souplesse permettent au surfeur de courber l'aileron dans les appuis : l'aileron flexible est né (Nat Young gagne les championnats du monde de surf avec des ailerons Greenough en 1966). De 1970 à 2015 la flexibilité évolue en fonction des matériaux et de la forme : le rake (décalage sur l’arrière donnant du levier de déformation) et les matériaux permettent de gérer l'amplitude de flexion suivant l'usage recherché.
Aileron statique : Aileron dont la liaison avec la planche est statique (pas d'articulation d'incidence). L'aileron statique (amovible ou non) est implanté avec un angle de toe statique (pincement, angle entre l’Âme de la planche et la corde du profil de base de l'aileron). L'aileron central est implanté sans angle de toe, et les ailerons statiques latéraux avec des angles de toe opposés pour correspondre au mieux aux phases de virages à droite ou à gauche.
Aileron Dynamique : Aileron dont la liaison avec la planche est assurée par pivot qui permet la variation d'incidence. Un aileron dynamique possède un système de variation d'angle de toe pour résoudre le problème des angles antagonistes et des incidences inadaptée des implantations statiques. L'angle d'incidence d'un aileron dynamique s'adapte en fonction des phases d'appuis du surfeur. Cette adaptation dynamique permet à tous les ailerons de la planche de travailler ensemble avec un angle d'incidence optimal, quelle que soit la phase de trajectoire et la position (centrale ou latérale) de l'aileron.